# جی‌بی‌اس
جِی‌بی‌اس (به پرتغالی: JBS) شرکت صنایع غذایی برزیلی است، که با در اختیار داشتن ۱۵۰ کارخانه صنعتی در سرتاسر جهان، بزرگترین پخش‌کننده گوشت گاو، مرغ و خوک در جهان می‌باشد.
شرکت جی‌بی‌اس در سال ۱۹۵۳ تأسیس شد و در طول دوران فعالیتش، از طریق خریداری و ادغام رقبای بزرگ خود در سطح بین‌المللی، توسعه یافت. کارخانجات و مراکز پخش این شرکت، در کشورهای برزیل، آرژانتین، ایالات متحده آمریکا و استرالیا مستقر می‌باشند، که از طریق این ۴ کشور، محصولات خود را به ۱۱۰ کشور جهان، عرضه می‌نماید.
دفتر مرکزی شرکت جی‌بی‌اس در شهر سائوپائولو، برزیل قرار دارد و بخشی از سهام آن در بازارهای بورس سائوپائولو و بورس نیویورک معامله می‌شود.